# La Vérité sur Emanuel
La Vérité sur Emanuel (The Truth About Emanuel) est un thriller dramatique américain réalisé par Francesca Gregorini, sorti en 2014.

## Synopsis
Une jeune fille troublée, Emanuel, devient préoccupée par sa mystérieuse nouvelle voisine, Linda, qui ressemble de manière frappante à sa mère morte. En offrant de garder le nouveau-né de Linda, Emanuel entre involontairement dans un monde fictif fragile, dont elle devient la gardienne.

## Fiche technique
- Titre original : The Truth About Emanuel
- Titre français : La Vérité sur Emanuel
- Réalisation : Francesca Gregorini
- Scénario : Francesca Gregorini
- Histoire : Sarah Thorp et Francesca Gregorini
- Direction artistique : Brittany Bradford
- Photographie : Polly Morgan
- Montage : Anne Costa
- Musique : Nathan Larson
- Production : Francesca Gregorini, Rooney Mara, Matthew R. Brady et Olga Segura
- Sociétés de production : MRB Productions, Pisces Rising Productions, Rooks Nest Entertainment, Producciones A Ciegas, Mott Street Pictures et Votiv Films
- Pays d'origine :  États-Unis
- Langue originale : anglais
- Format : couleur
- Genre : biographie
- Dates de sortie :
  -  États-Unis : 10 janvier 2014

## Distribution
- Kaya Scodelario (VFC : Sophie O) : Emanuel
- Jessica Biel (VFC : Sylvie Santelli) : Linda
- Alfred Molina (VFC : Eric Bonicatto) : Dennis
- Frances O'Connor (VFC : Elsa De Breyne) : Janice
- Aneurin Barnard (VFC : Michel Barrio) : Claude
- Jimmi Simpson (VFC : Michaël Cermeno) : Arthur
- Sam Jaeger : Thomas
- Jonathan Schmock : Sam

Version française
- Studio de doublage : AUDIOPROJECTS (Catalogne)
- Direction artistique : Sylvie Santelli
- Adaptation : Michaël Cermeno

## Distinctions

### Récompenses
- Ashland Independent Film Festival 2013 : 
  - meilleur ensemble par intérim
  - meilleure distribution pour Kaya Scodelario, Jessica Biel, Alfred Molina, Frances O'Connor, Jimmi Simpson et Aneurin Barnard
  - lauréat du trophée Gerald Hirschfeld A.S.C. Cinematography Award pour Polly Morgan
- Brooklyn Film Festival 2013 : lauréat du trophée Festival Award de la meilleure photographie pour Polly Morgan
- L.A. Femme Film Festival 2013 : meilleur réalisateur pour Francesca Gregorini[1]

### Nominations
- Sundance Film Festival 2013 : lauréat du Grand Prix du Jury du meilleur réalisateur pour Francesca Gregorini